# 유영초등학교
유영초등학교는 대한민국 경상남도 통영시에 있는 공립 초등학교이다.

## 학교 연혁
- 1946년 9월 2일: 유영공립국민학교 개교

## 참고 자료
- 유영초등학교 - 한국교육학술정보원 학교알리미